# Scirpophaga magnella
Scirpophaga magnella là một loài bướm đêm trong họ Crambidae.